# Ophiorrhiza heterostyla
Ophiorrhiza heterostyla är en måreväxtart som beskrevs av Stephen Troyte Dunn. Ophiorrhiza heterostyla ingår i släktet Ophiorrhiza och familjen måreväxter. Inga underarter finns listade i Catalogue of Life.